# Episodi di This Life (seconda stagione)
La seconda stagione della serie televisiva This Life è stata trasmessa in Canada dal 2 ottobre all'11 dicembre 2016 dall'emittente canadese CBC Television.
In Italia la serie è ancora inedita.
| nº | Titolo originale           | Titolo italiano | Prima TV USA     | Prima TV Italia |
| -- | -------------------------- | --------------- | ---------------- | --------------- |
| 1  | Stay Positive              |                 | 2 ottobre 2016   |                 |
| 2  | Perfect Day                |                 | 9 ottobre 2016   |                 |
| 3  | Coping Cards               |                 | 16 ottobre 2016  |                 |
| 4  | Communion                  |                 | 30 ottobre 2016  |                 |
| 5  | Scanxiety                  |                 | 6 novembre 2016  |                 |
| 6  | Intervention               |                 | 13 novembre 2016 |                 |
| 7  | Joyride                    |                 | 20 novembre 2016 |                 |
| 8  | Deconstruction as Creation |                 | 27 novembre 2016 |                 |
| 9  | Well Fought, My Love       |                 | 4 dicembre 2016  |                 |
| 10 | Choose Life                |                 | 11 dicembre 2016 |                 |